# Diocesi di Coventry
La diocesi di Coventry è una diocesi della Chiesa d'Inghilterra nella provincia di Canterbury. È guidata dal vescovo di Coventry, con sede nella cattedrale di Coventry a Coventry, ed è assistito da un vescovo suffraganeo, il vescovo di Warwick. La diocesi copre Coventry e Warwickshire.
La diocesi è divisa in due arcidiaconati, Warwick e Coventry. L'arcidiaconato di Warwick è inoltre diviso nei decanati di Shipston, Fosse, Alcester, Southam and Warwick & Leamington, mentre l'arcidiaconato di Coventry è diviso nei decanati di Rugby, Nuneaton, Kenilworth, and Coventry South, East and North.
La diocesi venne istituita il 6 settembre 1918 da parte della diocesi di Worcester.
Nel medioevo, tra il 1102 e il 1539, ci fu una antica diocesi di Coventry e Lichfield con sede vescovile a Coventry. Dopo tale data la sede vescovile (divenuta anglicana e con l'ordine delle città invertito) si spostò a Lichfield ma perse il doppio titolo nel 1837 quando Coventry passò alla diocesi di Worcester.

## Vescovo
L'attuale vescovo di Coventry è Christopher Cocksworth,  assistito da John Stroyan, vescovo suffraganeo di Warwick. Il visitatore episcopale provinciale (per le parrocchie della diocesi che rifiutano il ministero dei sacerdoti donne) è Jonathan Goodall, vescovo suffraganeo di Ebbsfleet, che ha una licenza come assistente vescovo onorario della diocesi in modo da facilitare il suo lavoro lì.
David Evans, ex vescovo del Peru e Bolivia, ha ottenuto la licenza come assistente vescovo onorario della diocesi dal 2003; ritornato in Inghilterra nel 1988 e si ritirò a Warwick nel 2010.

## Arcidiaconati e arcidiaconi
Mentre la diocesi è divisa in arcidiaconati e ha arcidiaconi come altre diocesi, la diocesi di Coventry è l'unica che ne ha due non collegati. Nel 2010, la carica di Arcidiacono di Warwick venne rimpiazzata dall'arcidiacono missionario (è stato nominato Morris Rodham) e supervisione legale dell'intero arcidiaconato di Warwick è stata delegata al Arcidiacono di Coventry (poi Ian Watson). In seguito al ritiro di Watson nel 2012, John Green è stato nominato rappresentante arcidiacono di Coventry in attesa del suo insediamento come pastore arcidiacono, che è puntualmente avvenuta il 9 dicembre 2012. Queste disposizioni seguono il documento Indicazioni per il futuro per i Vescovi del 2009, è la creazione dei due arcidiaconi missionari e pastori arcidiaconi sono coerenti con il suggerito " periodo di transizione " dopo di che ci sarà una sola arcidiacono della diocesi

## Elenco delle chiese
| Alcester                               | St. Nicholas, Butter Street               |
| Alderminster                           | St. Mary and Holy Cross                   |
| Allesley                               | All Saints, Birmingham Road               |
| Allesley Park                          | St. Christopher, Winsford Avenue          |
| Alveston                               | St. James                                 |
| Ansley                                 | St. Lawrence, Church End                  |
| Ansty                                  | St. James                                 |
| Arley                                  | St. Wilfrid, Rectory Road                 |
| Arrow                                  | The Holy Trinity                          |
| Ashow                                  | The Assumption of our Lady                |
| Astley                                 | St. Mary the Virgin, Nuthurst Lane        |
| Aston Cantlow                          | St. John Baptist                          |
| Atherstone                             | St. Mary, Market Square                   |
| Attleborough                           | Holy Trinity, Fifield Close               |
| Baginton                               | St. John Baptist, Church Road             |
| Barcheston                             | St. Martin                                |
| Barford                                | St. Peter, Church Street                  |
| Barton-on-the-Heath                    | St. Lawrence                              |
| Bearley                                | St. Mary the Virgin, Church Lane          |
| Beaudesert                             | St. Nicholas                              |
| Bedworth                               | All Saint's                               |
| Berkswell                              | St. John Baptist, Church Lane             |
| Bidford on Avon                        | St. Laurence, Church Street               |
| Bilton                                 | St. Mark, Church Walk                     |
| Binley                                 | St. Bartholomew, Brinklow Road            |
| Binton                                 | St. Peter                                 |
| Birdingbury                            | St. Leonard, Frankton Road                |
| Bishop's Itchington                    | St. Michael                               |
| Bishops Tachbrook                      | St. Chad, Church Hill                     |
| Bourton                                | St. Peter                                 |
| Brailes                                | St. George, High Street                   |
| Brinklow                               | St. John Baptist                          |
| Brownsover                             | Christ Church, Helvellyn Way              |
| Bubbenhall                             | St. Giles                                 |
| Budbrooke                              | St. Michael, Church Hill                  |
| Bulkington                             | St. James, School Road                    |
| Burmington                             | St. Barnabas and St. Nicholas             |
| Burton Dassett                         | All Saints                                |
| Burton Hastings                        | St. Botolph                               |
| Butlers Marston                        | St. Peter and St. Paul                    |
| Caldecote                              | St. Theobald and St. Chad                 |
| Camp Hill                              | St. Mary and St. John                     |
| Canley                                 | St. Stephen                               |
| Charlecote                             | St. Leonard                               |
| Cherington                             | St. John Baptist                          |
| Chesterton                             | St. Giles                                 |
| Cheylesmore                            | Christ Church                             |
| Chilvers Coton                         | All Saints                                |
| Church Lawford                         | St. Peter                                 |
| Churchover                             | The Holy Trinity                          |
| Claverdon                              | St. Michael and All Angels                |
| Clifford Chambers                      | St. Helen                                 |
| Clifton-upon-Dunsmore                  | St. Mary                                  |
| Combroke                               | St. Mary and St. Margaret                 |
| Copston Magna                          | St. John                                  |
| Corley                                 |                                           |
| Coughton                               | St. Peter                                 |
| Coventry                               | St. Alban                                 |
| Coventry                               | St. Anne and All Saints                   |
| Coventry                               | St. Margaret, Ball Hill                   |
| Coventry                               | St. Peter Hillfields                      |
| Coventry                               | Holy Trinity                              |
| Coventry                               | St. George                                |
| Coventry                               | St. John Baptist                          |
| Coventry                               | St. Mary Magdalen                         |
| Cubbington                             | St. Mary                                  |
| Darlingscott                           | St. George                                |
| Dunchurch                              | St. Peter                                 |
| Earlsdon                               | St. Barbara                               |
| Eastern Green                          | St. Andrew                                |
| Ettington                              | Holy Trinity and St. Thomas of Canterbury |
| Exhall                                 | St. Giles                                 |
| Farnborough                            | St. Botolph                               |
| Fenny Compton                          | St. Peter and St. Clare                   |
| Fillongley                             | St. Mary and All Saints                   |
| Finham                                 | St. Martin in the Fields                  |
| Flecknoe                               | St. Mark                                  |
| Fletchamstead                          | St. James                                 |
| Foleshill                              | St. Laurence                              |
| Foleshill                              | St. Paul                                  |
| Frankton                               | St. Nicholas                              |
| Gaydon with Chadshunt                  | St. Giles                                 |
| Grandborough                           | St. Peter                                 |
| Great Alne                             | St. Mary Magdalen                         |
| Halford                                | Our Blessed Lady                          |
| Hampton Lucy                           | St. Peter ad Vincula                      |
| Harborough Magna                       | All Saints                                |
| Harbury                                | Holy Trinity                              |
| Haselor                                | St. Mary and All Saints                   |
| Haseley                                | St. Mary                                  |
| Hatton with Haseley                    | Holy Trinity                              |
| Henley-in-Arden                        | St. John the Baptist                      |
| Hillmorton                             | St. John the Baptist                      |
| Holbrooks                              | St. Luke                                  |
| Honiley                                | St. John the Baptist                      |
| Honington                              | All Saints                                |
| Hunningham                             | St. Margaret                              |
| Idlicote                               | St. James the Great                       |
| Ilmington                              | St. Mary                                  |
| Kenilworth                             | St. John                                  |
| Kenilworth                             | St. Nicholas                              |
| Kenilworth                             | St. Barnabas                              |
| Keresley                               | St. Thomas                                |
| Kineton                                | St. Peter                                 |
| Kinwarton                              | St. Mary the Virgin                       |
| Ladbroke                               | All Saints                                |
| Langley                                | St. Mary                                  |
| Leamington                             | St. John Baptist                          |
| Leamington Hastings                    | All Saints                                |
| Leamington Priors                      | All Saints                                |
| Leamington Priors                      | St. Mary                                  |
| Leamington Priors                      | St. Paul                                  |
| Leamington Spa                         | Holy Trinity                              |
| Leamington Spa                         | St. Mark                                  |
| Leek Wootton                           | All Saints                                |
| Lighthorne                             | St. Laurence                              |
| Lillington                             | St. Mary Magdalene                        |
| Long Compton                           | St. Peter and St. Paul                    |
| Long Itchington                        | Holy Trinity                              |
| Longford                               | St. Thomas                                |
| Long Lawford                           | St. John                                  |
| Lower Shuckburgh                       | St. John the Baptist                      |
| Lowsonford                             | St. Luke                                  |
| Loxley                                 | St. Nicholas                              |
| Luddington                             | All Saints                                |
| Mancetter                              | St. Peter                                 |
| Mappleborough Green                    | Holy Ascension                            |
| Marton                                 | St. Esprit                                |
| Meriden & Great Packington             | St. Laurence                              |
| Monks Kirby                            | St. Edith's                               |
| Moreton Morrell                        | Holy Cross                                |
| Morton Bagot                           | Holy Trinity                              |
| Napton on the Hill                     | St. Lawrence                              |
| New Arley                              | St. Michael                               |
| Newbold-on-Avon                        | St. Botolph                               |
| Newbold on Stour                       | St. David                                 |
| Newbold Pacey                          | St. George                                |
| Newton                                 | The Good Shepherd                         |
| North End                              | All Saints                                |
| Norton Lindsey                         | Holy Trinity                              |
| Nuneaton                               | St. Mary                                  |
| Nuneaton                               | St. Nicolas                               |
| Offchurch                              | St. Gregory                               |
| Old Milverton                          | St. James                                 |
| Oldberrow                              | St. Mary                                  |
| Oxhill                                 | St. Lawrence                              |
| Pailton                                | St. Denys                                 |
| Pillerton Hersey with Pillerton Priors | St. Mary                                  |
| Potters Green                          | St. Philip                                |
| Preston Bagot                          | All Saints                                |
| Preston-on-Stour                       | St. Mary                                  |
| Princethorpe                           | St Cuthbert                               |
| Priors Hardwick                        | St. Mary                                  |
| Priors Marston                         | St. Leonard                               |
| Radford (North)                        | St. Francis of Assisi                     |
| Radford Semele                         | St. Nicholas                              |
| Radford                                | St. Nicholas                              |
| Radway                                 | St. Peter                                 |
| Ratley                                 | St. Peter ad Vincula                      |
| Rowington                              | St. Lawrence the Martyr                   |
| Rugby                                  | St Matthew                                |
| Rugby                                  | St Oswalds                                |
| Rugby                                  | Overslade Church                          |
| Ryton on Dunsmore                      | St. Leonard                               |
| Salford Priors                         | St. Matthew                               |
| Sambourne                              | Mission Church                            |
| Sherbourne                             | All Saints                                |
| Shilton                                | St. Andrew                                |
| Shipston on Stour                      | St. Edmund                                |
| Shottery                               | St. Andrew                                |
| Shotteswell                            | St. Laurence                              |
| Snitterfield                           | St. James the Great                       |
| Southam                                | St. James                                 |
| Spernall                               | St. Paul                                  |
| Stockingford                           | St. Paul                                  |
| Stockton                               | St. Michael                               |
| Stoneleigh                             | St. Mary                                  |
| Stratford upon Avon                    | Holy Trinity                              |
| Stretton-on-Dunsmore                   | All Saints                                |
| Stretton on Fosse                      | St. Peter                                 |
| Studley                                | Nativity of Blessed Virgin Mary           |
| Styvechale                             | St. James                                 |
| Sutton under Brailes                   | St. Thomas a Becket                       |
| Temple Grafton                         | St. Andrew                                |
| Thurlaston                             | St. Edmund                                |
| Tiddington                             | St. Peter                                 |
| Tidmington                             |                                           |
| Tile Hill                              | St. Oswald                                |
| Tredington                             | St. Gregory                               |
| Tysoe                                  | Assumption of the Blessed Virgin Mary     |
| Ufton                                  | St. Michael and All Angels                |
| Ullenhall                              | St. Mary the Virgin                       |
| Walsgrave on Sowe                      | St. Mary                                  |
| Walton D'Eivile                        | St. James                                 |
| Wappenbury                             | St. John Baptist                          |
| Warmington                             | St. Michael                               |
| Warwick                                | Christ Church                             |
| Warwick                                | All Saints                                |
| Warwick                                | Collegiate Church of St Mary              |
| Warwick                                | St. Nicholas                              |
| Wasperton                              | St. John the Baptist                      |
| Weddington                             | St. James                                 |
| Weethley Hamlet                        | St. James                                 |
| Wellesbourne                           | St. Peter                                 |
| Weston under Wetherley                 | St. Michael                               |
| Westwood                               | St. John the Baptist                      |
| Whatcote                               | St. Peter                                 |
| Whichford                              | St. Michael                               |
| Whitchurch                             | St. Mary                                  |
| Whitley                                | St. James                                 |
| Whitnash                               | St. Margaret                              |
| Willenhall                             | St. John the Divine                       |
| Willey                                 | St. Leonard                               |
| Willoughby                             | St. Nicholas                              |
| Withybrook                             | All Saints                                |
| Wixford                                | St. Milburga                              |
| Wolford                                | St. Michael                               |
| Wolston                                | St. Margaret                              |
| Wolverton                              | St. Mary the Virgin                       |
| Wolvey                                 | St. John the Baptist                      |
| Wood End                               | St. Chad                                  |
| Wootton Wawen                          | St. Peter                                 |
| Wormleighton                           | St. Peter                                 |
| Wyken                                  | St. Mary Magdalene                        |
| Wyken Croft                            | Risen Christ                              |